# Relacions entre els Estats Units i la Unió Europea
Les Relacions entre els Estats Units i la Unió Europea és un terme per designar les relacions bilaterals entre els Estats Units i la Unió Europea. Com la Unió Europea no té una política exterior única, les relacions poden ser més complicades en no tenir l'UE una posició comuna. Els governs dels Estats membres han tingut una posició dividida sobre la Guerra de l'Iraq. Encara que els Estats Units han recolzat la integració europea i l'adhesió de Turquia a la Unió Europea, això ja no és per a la diplomàcia dels Estats Units el joc que va sostenir durant la Guerra Freda.

## Taula comparativa
|                          | Unió Europea                                            | Estats Units                                                                                         |
| ------------------------ | ------------------------------------------------------- | --- |
| Població                 | 506 913 394 hab.                                        | 320 068 000 hab.                                                                                     |
| Superfície               | 4 324 782 km 2                                          | 9 826 630 km 2                                                                                       |
| Densitat de població     | 115 hab./km 2                                           | 31 hab./km 2                                                                                         |
| Capital                  | Brussel·les (de facto)                                  | Washington DC                                                                                        |
| Ciutats més grands       | Londres                                                 | Nova York                                                                                            |
| Govern                   | Associació sui generis' de vint-i-vuit Estats europeus  | República federal amb sistema presidencialista. República basada en la Constitució dels Estats Units |
| Llengües oficials        | Llengües de la Unió Europea                             | Anglès (de facto)                                                                                    |
| Religions principals     | 72% cristianisme, 23% sense religió 3% altres, 2% islam | 75% cristianisme, 20% sense religió 2% judaisme, 1% budisme, 1% islam                                |
| PIB (nominal)            | $18 881 bilions                                         | $18 287 bilions                                                                                      |
| PIB (nominal) per capita | $37 262                                                 | $57 045                                                                                              |
| Despeses militars        | 1,4% del PIB                                            | 4,7% del PIB                                                                                         |

## Relacions econòmiques
Les relacions entre la Unió Europea i els Estats Units se centren en la política comercial. La Unió Europea és un bloc gairebé unificat comercial, i això, juntament amb la política de competència, són temes puntuals entre la Unió Europea i els Estats Units. Aquests dos blocs representen el 60% del PIB mundial, el 33% del comerç mundial de mercaderies i el 42% del comerç de serveis. El creixement del poder econòmic de l'UE ha provocat una sèrie de conflictes comercials entre els dos poders, encara qué estant interdependents i que la seva preocupació només concerneix al 2% del comerç entre ells.
| Flux comercials (2011)              | Bens                      | Serveis                   | Inversions                |
| De la Unió Europea als Estats Unids | 260 mil milions d'euros   | 139,0 mil milions d'euros | 112,6 mil milions d'euros |
| Dels Estats Units a la Unió Europea | 127,9 mil milions d'euros | 180 mil milions d'euros   | 144,5 mil milions d'euros |

## Acords
Des de 1953, la Unió Europea i els Estats Units tenen relacions diplomàtiques. El novembre de 1990 La Declaració Transatlàntica preveu un sistema de consultes periòdiques.
El desembre del 1995 A Madrid, un pla d'acció s'adopta en el marc de les relacions transatlàntiques. L'UE i els Estats Units fan una declaració de compromís polític, la Nova Agenda Transatlàntica (NTA) i un ampli Pla d'Acció Conjunta entre tots dos. Una pregunta escrita es va realitzar sobre l'acord d'Europa i els Estats Units al març de 1998.
L'any 2005 va tenir lloc la primera visita d'un president dels Estats Units a les institucions europees, amb l'arribada del president George Bush a Brussel·les. Aquest mateix any, les dues parts van llançar una iniciativa de continuació de la integració econòmica transatlàntica i els seus interessos en la lluita contra la falsificació i el subministrament d'energia segura i eficaç.
La 30 d'abril de 2007 l'UE i els Estats Units en Washington van acceptar un «Acord Marc per al desenvolupament de la integració econòmica transatlàntica entre els Estats Units i la Unió Europea». Es va establir, en particular, el Consell Econòmic Transatlàntic. Signat per la Unió Europea per Angela Merkel presidenta del Consell Europeu i José Manuel Durão Barroso president de la Comissió Europea i per part dels Estats Units pel seu president George Walker Bush.

### Altres esdeveniments
- 28 de novembre de 2011: Cimera Unió Europeu-Estats Units.
- 3 de febrer de 2012: Consultes entre la Unió Europea i Estats Units sobre el treball i el seu creixement.
- 27 d'abril de 2012: Discussions a Washington sobre la seguretat mundial.

## Controvèrsies

### Subvencions Boeing i Airbus
Ambdues empreses són els principals productors de la indústria aeroespacial i tant la nord-americana Boeing com l'europea d'Airbus han estat acusats de rebre subvencions.

### Defensa
Ja que solament alguns països europeus assoleixen el pressupost militar mínim establert per l'OTAN -és a dir, el 2% del PIB-, des dels Estats Units s'ha criticat als seus aliats europeus el no assumir d'altra banda l'esforç militar a l'Afganistan. La cooperació militar a Europa sovint troba l'oposició del Regne Unit que declara no voler afeblir l'OTAN o el paper militar dels Estats Units a Europa, malgrat el suport públic dels Estats Units a favor d'un enfortiment de les capacitats militars europees.

### Aliments modificats genèticament
Els aliments genèticament modificats és una altra àrea important de desacord entre tots dos poders. La Unió Europea ha estat sota pressió interna per restringir el creixement i la importació d'aliments modificats genèticament fins que la seva seguretat s'ha aconseguit a completa satisfacció de la població. D'altra banda, els Estats Units està sota pressió dels seus negocis agrícoles per obligar a la Unió Europea a acceptar les importacions, veient les restriccions de la Unió Europea com alarmistes i proteccionistes.

### Tortura
El Washington Post va anunciar el 2 de novembre de 2005 que la CIA tenia moltes presons secretes a Europa de l'Est. Polònia i Romania han negat les acusacions. La CIA també presumptivament va transportar a sospitosos de terrorisme per l'aire a través de diversos Estats membres de l'Europa occidental des de 2001. Bèlgica, Islàndia, Espanya i Suècia han posat en marxa diverses investigacions. The Guardian ha calculat el 30 de novembre 2005, que avions de la CIA van aterrar 300 vegades als aeroports europeus. La majoria ho van fer a Alemanya i Regne Unit, fent escales per a Europa de l'Est, l'Àfrica del Nord (potser Marroc i Egipte) o l'Orient Mitjà (potser Síria o Jordània). La Comissió Europea, en nom de la Unió Europea, ha demanat explicacions als Estats Units. Es va negar a confirmar o negar la informació sobre les activitats de la CIA a la Unió Europea.

### Pena de mort
Als Estats Units, la pena de mort és una forma legal de càstig, mentre que tots els Estats membres europeus han abolit completament la pena de mort, i considerant el seu ús com una violació dels drets humans fonamentals. Això de vegades, provoca problemes amb les relacions Unió Europea-Estats Units, perquè és il·legal a l'UE permetre l'extradició d'un ciutadà d'un país on la pena de mort pugui ser càstig legal, llevat que se li doni una garantia que no s'utilitzarà aquesta mena de pena.

### Cort Penal Internacional
Els Estats Units es va oposar fermament a la Cort Penal Internacional i no han signat la seva creació, a diferència de la majoria dels Estats membres. Estats Units va expressar la seva preocupació que els seus soldats podien ser sotmesos a persecució per motius polítics, i va signar nombrosos acords bilaterals amb altres països per prevenir-ho.

### Guerra de l'Iraq
Malgrat l'opinió quasi unànime de l'oposició europea a la guerra de l'Iraq, es van dividir els governs dels Estats membres, així com l'oposició entre França i Alemanya, d'una banda, i els Estats Units per l'altre, continua sent un tema polític important.